# Herb Międzyrzecza
Herb Międzyrzecza – jeden z symboli miasta Międzyrzecz i gminy Międzyrzecz w postaci herbu.

## Wygląd i symbolika
Herb na błękitnej tarczy z czarną bordiurą przedstawia czerwoną bramę forteczną umieszczoną pomiędzy czterema białymi wieżami, na tle której znajduje się biały orzeł wielkopolski. Wewnętrzne wieże z dwoma otworami strzelniczymi w kolorze błękitnym. Nad bramą widnieje daszek o srebrnej barwie, zwieńczony dwiema chorągiewkami szczytowymi – zwróconymi w przeciwne strony – z kulami u podstawy i gwiazdami czteroramiennymi na szczycie. Chorągiewki, kule i gwiazdy złote.